# Яблоньский, Генрик (поэт)
Генрик Яблоньский (пол. Henryk Jabłoński; 2 февраля 1828, Стрельчинцы, ныне Винницкая область Украины — 2 января 1869, Марсель) — польский поэт.

## Биография
Сын поручика российской армии, погибшего одновременно с его рождением на русско-турецкой войне. Учился в дворянском училище в Меджибоже , где подружился с Леонардом Совиньским. Затем в гимназии в Каменце-Подольском. Дебютировал в печати со стихами в 1848 году в киевской польской газете «Звезда» (пол. Gwiazda), под псевдонимом Генрик из Бара (пол. Henryk z Baru). В том же году отправился во Львов, чтобы принять участие в национально-освободительном движении, вступил в Русский собор, публиковался в газете Dnewnyk Ruskij. Затем направился в Венгрию, желая участвовать в Венгерской революции в войсках под командованием генерала Генриха Дембинского. В конечном итоге был взят в плен русскими войсками и отправлен в солдаты на Кавказ, откуда с началом Крымской войны переведён в Крым. Во время сражения при Альме перешёл на сторону французских войск. Исполнял обязанности переводчика при штабе адмирала А. Ж. Брюа вплоть до окончания военных действий. По окончании войны в знак признания его заслуг получил назначение на французскую дипломатическую службу и с 1856 года до конца жизни работал секретарём французского консульства на Занзибаре.
Первая книга Яблоньского, «Гвидо и баллады» (пол. Gwido i Dumki; Львов, 1855, переиздание 1857), включала поэму «Гвидо» и некоторое количество отдельных стихотворений. Опубликовал драму в стихах «Последний праздник Световида» (пол. Ostatnie święto Swiatowida; 1859—1860), о борьбе христианства и язычества в стародавней Польше, работал над повестью в стихах «Джурило» (пол. Dżuryłło) о пограничных стычках польских и татарских войск в XIII веке.